# Уалайуэ
Уалайуэ (исп. Hualaihué) — коммуна в Чили. Административный центр коммуны — посёлок Рио-Негро. Население — 2406 человек (2002). Посёлок и коммуна входит в состав провинции Палена и области Лос-Лагос.
Территория коммуны — 2787,7 км². Численность населения — 8459 жителей (2007). Плотность населения — 3,03 чел./км².

## Расположение
Посёлок Рио-Негро расположен в 64 км на юго-восток от административного центра области города Пуэрто-Монт и в 100 км на север от административного центра провинции города Чайтен.
Коммуна граничит:
- на северо-востоке — c коммуной Кочамо
- на востоке — с провинцией Рио-Негро (Аргентина)
- на юге — c коммуной Чайтен

На западе коммуны расположен залив Анкуд.

## Демография
Согласно сведениям, собранным в ходе переписи Национальным институтом статистики, население коммуны составляет 8459 человек, из которых 4474 мужчины и 3985 женщин.
Население коммуны составляет 1,06 % от общей численности населения области Лос-Лагос. 57,06 % относится к сельскому населению и 42,94 % — городское население.